# Gateway-Trilogie
Die sog. Gateway-Trilogie besteht aus den Büchern Gateway, Jenseits des blauen Horizonts und Rückkehr nach Gateway von Frederik Pohl. Die englischen Originaltitel sind: Gateway, Beyond the Blue Event Horizon und Heechee Rendezvous. Innerhalb der Science-Fiction-Literatur ordnet man sie dem Genre der Space Opera zu.
Im amerikanischen Original gehören allerdings weitere Titel zu dem Kanon, sodass der Begriff Trilogie nur auf die deutsch veröffentlichten Titel zutrifft.

## Handlung

### Gateway
Auf dem zufällig entdeckten Asteroiden „Gateway“ nahe der Sonne werden knapp eintausend außerirdische Raumschiffe einer verschollenen – Hitschi genannten – Rasse gefunden. Niemand weiß, wie diese Raumschiffe funktionieren und wohin – wenn es gelingt, sie zu starten – ihr Kurs führt. Es finden sich aber genügend wagemutige Piloten, sogenannte Prospektoren, die sie zu ihren unbekannten Zielen fliegen, um dort nach weiterer Hitschi-Technologie zu suchen oder Entdeckungen zu machen. Obwohl die Verlustrate extrem hoch ist, verstehen die Menschen die Hitschi-Schiffe als Chance, dem Elend auf der ausgeplünderten und stets am Rande eines internationalen Konflikts stehenden Erde zu entkommen. Wer eine Expedition überlebt und Artefakte der Hitschi findet oder wichtige wissenschaftliche Entdeckungen macht, bekommt hierfür von der internationalen Gateway Inc., die die Hinterlassenschaft der Hitschi verwaltet und wirtschaftlich verwertet, Prämien zugewiesen. Die Tantiemen für bedeutende Funde reichen aus, um 'medizinischen Vollschutz' zu erwerben und sein restliches Leben in Wohlstand auf der Erde zu verbringen.
Die Hauptperson Robinette Broadhead ist unter ärmlichen Verhältnissen in den Nahrungsmittelgruben von Wyoming großgeworden. Als er in einer Lotterie 250.000 $ gewinnt, beschließt er, hierfür ein Ticket nach Gateway zu kaufen und sein Glück als Prospektor zu versuchen. Nachdem er auf dem Asteroiden angekommen ist, zögert er jedoch nach der Absolvierung seiner Anlernkurse mit einem Flugeinsatz und hält sich zunächst mit Hilfsarbeiten über Wasser. Auf Gateway lernt er die Prospektorin Gelle-Klara Moynlin kennen, mit der er eine Liebesbeziehung beginnt. Sie hat bereits drei Flüge hinter sich, die erhaltenen Prämien reichen aber noch nicht, um sich zur Ruhe zu setzen. Ebenso wie Broadhead schreckt sie vor einem (erneuten) Flug zurück. Nach mehreren Monaten ringen sich die beiden schließlich durch und unternehmen zusammen mit einer Gruppe von drei anderen Prospektoren doch einen Flug, der allerdings keine besonderen Ergebnisse bringt. Die Umstände der Flüge sind – wie an diesem Beispiel geschildert wird – menschenunwürdig, da die Insassen der Schiffe dem Funktionieren der der Hitschi-Technik auf Gedeih und Verderb ausgeliefert sind und in dem engen Raum ohne Privatheit nur irgendwie die Zeit totschlagen können.
Broadheads zweiter Flug ist eher eine Reaktion auf die Trennung von Klara nach dem gemeinsamen Flug. Als er erfährt, dass sie Gateway verlassen hat, nimmt er die erstbeste 1-Personen-Mission an, um sich über seine Beziehung zu Klara klarzuwerden. Bei diesem Flug findet er einen weiteren Weg zu „Gateway II“, einem Asteroiden wie Gateway, der sich aber in einem anderen Sonnensystem befindet. Aufgrund dieses Fluges kommen die Forscher zu neuen Erkenntnissen über die Steuerung der Hitschi-Raumschiffe.
Um diese Theorie zu testen, planen sie einen Forschungsflug mit zwei Schiffen. Die beiden Schiffe sollen kurz nacheinander starten und – falls die Theorie stimmt – auch am selben Ort ankommen. Bei den Zielkoordinaten handelt es sich allerdings um ein Schwarzes Loch, das beide Forschungsschiffe unweigerlich anzieht. Um zu entkommen, müssen alle Prospektoren in ein Schiff umsteigen und das andere aufgeben. Während der folgenden hektischen Evakuierung bleibt Broadhead allein in einem der Schiffe zurück und aktiviert den Antrieb. Er entkommt als einziger, während das zweite Schiff mit den evakuierten Prospektoren im Einflussgebiet des Schwarzen Loches zurückbleibt. Da der Flug jedoch in wissenschaftlicher Hinsicht ein gewaltiger Erfolg war, erhält Broadhead die gesamte Missionsprämie alleine und kehrt als reicher Mann auf die Erde zurück.
Die gesamte Geschichte wird in Rückblenden erzählt, während Broadhead sich in psychoanalytischer Behandlung durch ein Computerprogramm befindet, um den Verlust seiner Freundin, für den er sich verantwortlich fühlt, zu verarbeiten.

### Jenseits des blauen Horizonts
Der mittlerweile schwerreiche Robinette Broadhead finanziert einen Forschungsflug in die Oortsche Wolke, um eine zuvor dort entdeckte Nahrungsmittelfabrik der Hitschi zu untersuchen. Wie bei Gateway handelt es sich um einen ausgehöhlten Asteroiden, angefüllt mit Hitschi-Technik. Weiterhin gibt es eine entfernte, „Hitschi Heaven“ genannte, Versorgungsstation, die im Gegensatz zu den anderen Hinterlassenschaften der Hitschi sogar noch aktiv ist. Bei der Erforschung der Station stellt sich heraus, dass die vorgefundenen Bewohner keineswegs die verschwundenen Hitschi, sondern vielmehr Nachfahren von Frühmenschen von der Erde sind, die von den Hitschi aus unbekannten Gründen hierher gebracht wurden. Weiterhin finden sie den Waisenjungen Wan vor, das Kind einer verschollenen Pilotin, die nach dem Andocken an der Station nicht mehr umkehren konnte, weil die Automatik das Schiff deaktivierte. Im Computer der Fabrik befinden sich zudem die gescannten Bewusstseine zahlreicher anderer gestrandeter Piloten, die aber allesamt beschädigt sind, weil die Hitschi-Technik zwar die Übertragung lebender Bewusstseine auf Maschinen beherrschte, bei der menschlichen Hirnstruktur aber zu fehlerhaften Ergebnissen kam.
Broadhead gelingt es mit Unterstützung seiner privaten KI „Albert Einstein“, mit einem Hitschischiff zur Fabrik zu fliegen, wo er den Roboter, der für das Einsammeln und Scannen der Eindringlinge zuständig ist, besiegen kann. Es gelingt ihm, den Hitschi Heaven, der sich als größtes bisher entdecktes Transportraumschiff der Hitschi entpuppt, zur Erde zu bringen. Mit der Technologie der Nahrungsmittelfabrik und den unermesslichen CHON-Reserven (Kohlenstoff, Wasserstoff, Sauerstoff, Stickstoff) des Kometengürtels ist die Ernährung der Weltbevölkerung nunmehr gesichert.
Im Epilog wird erzählt, wohin die Hitschi verschwunden sind: Sie haben sich hinter den Ereignishorizont schwarzer Löcher zurückgezogen, um sich vor einem unbekannten Feind zu verbergen.

### Rückkehr nach Gateway
Die Erde wird von terroristischen Organisationen in Angst und Schrecken versetzt. Gleichzeitig mehren sich die Hinweise auf weitere außerirdische Rassen. Außerdem treten die Hitschi erstmals in Erscheinung. Aufgeschreckt durch Berichte ihrer Außenposten verlassen sie ihr Schwarzes Loch, um nach dem Rechten zu sehen. Besorgt, der alte Feind könnte auf sie und die anderen, von den Hitschi betreuten Rassen aufmerksam werden, sammeln sie die slush dwellers, extrem langsam denkende, walartige Bewohner kalter Gasplaneten ein und führen eine Invasion des Sonnensystems durch, um die Menschen von weiteren Raumflügen abzubringen.
Im Verlauf der Geschichte erleidet Robinette Broadhead altersbedingt den Tod. Aufgrund der Fortschritte in der Hitschi-Forschung – man kennt inzwischen den Verwendungszweck der als „Gebetsfächer“ bekannten Datenspeicher – wird sein sterbendes Bewusstsein gescannt und seine psychische Substanz übertragen.
Broadheads lange verschollene Geliebte Klara wird von Wan, der in verschiedenen schwarzen Löchern nach seinem verschollenen Vater sucht, kaum gealtert aus dem schwarzen Loch geholt (Gateway), findet Broadhead aber nur noch als KI vor – das tragische Ende einer unerfüllten Liebesgeschichte.
Die Menschen fügen sich den Anordnungen der Hitschi, weil sie die Nachricht von der Bedrohung des Universums durch eine als Energieform lebende Rasse akzeptieren. Diese verbirgt sich hinter einer Anordnung aus Kugelblitzen am Rande des Universums, hat einen unerklärlichen Hass auf alle materielle Existenzen und hat, so die Hitschi, in der Vergangenheit schon mehrfach intelligente Lebensformen ausgelöscht. Weitere Informationen werden aber nicht gegeben, das Ende bleibt damit offen.

### Annals of the Heechee
Ein weiterer Titel ist der nicht auf Deutsch veröffentlichte Annals of the Heechee. Die Handlung spielt auf einer Raumstation weit außerhalb der Milchstraße. Die Hitschi haben sich inzwischen mit der Menschheit dahingehend geeinigt, dass es wohl langfristig keinen Zweck hat, sich vor den Blitzern zu verstecken. Stattdessen will man mittels bemannter Außenposten unauffällig nachforschen, ob sie wieder aktiv geworden sind, und geeignete Gegenmaßnahmen ergreifen. Dazu dienen telepathisch begabte Menschen, deren Verstand bis in die Regionen der Blitzer hinausreicht.
Durch ein Versehen werden die Blitzer aber gerade dadurch auf die Milchstraßengalaxie aufmerksam. Obwohl scheinbar dem Untergang geweiht, gelingt den Menschen und Hitschi ein überraschendes Ende: Beeindruckt von der Broadhead-KI und anderen Menschen, die freiwillig ihre biologische Existenz zugunsten eines masselosen virtuellen Lebens aufgegeben haben, verzichten die Blitzer darauf, ihren Vernichtungszug durchzuführen.

## Preise
Der Roman Gateway erhielt 1977 den Nebula Award sowie im Jahr 1978 den Hugo Award und den John W. Campbell Memorial Award.

## Hintergrund
Genaugenommen ist der Titel „Gateway-Trilogie“ irreführend und nur für den deutschen Sprachraum zutreffend, da es weitere Bücher gibt, die sich mit den Hitschi und den Charakteren der drei Bände beschäftigen. Pohl verfasste insgesamt sieben Titel, in denen die Hitschi eine Rolle spielen oder zumindest erwähnt werden. Von diesen liegen vier auf Deutsch vor.
Im Amerikanischen finden sich daher insgesamt folgende Titel:
- The Merchants of Venus (1972), ein Kurzroman, in dem die Hitschi das erste Mal erwähnt werden (deutsch: Die Kaufleute auf der Venus, enthalten in der Kurzgeschichtensammlung Jenseits der Sonne – Achtung: nicht zu verwechseln mit dem Roman Eine Handvoll Venus und ehrbare Kaufleute von Pohl/Kornbluth)
- Gateway (1976), deutsch: Gateway, erster Teil der „Trilogie“
- Beyond the Blue Event Horizon (1980), deutsch: Jenseits des blauen Horizonts, zweiter Teil der „Trilogie“
- Heechee rendezvous (1985), deutsch: Rückkehr nach Gateway, dritter Teil der „Trilogie“
- Annals of the Heechee (1987), vierter Teil (nur im Englischen erhältlich)
- The Gateway Trip (1990) (A collection of short stories), eine Sammlung von Kurzgeschichten (nur im Englischen erhältlich)
- The Boy Who Would Live Forever: A Novel of Gateway (2004), fünfter Teil, Pohls letzter Hitschi-Roman (nur im Englischen erhältlich)

## Deutsche Ausgabe
- Frederik Pohl: Die Gateway-Trilogie. Mit einem Vorwort von Terry Bisson. Heyne, München 2004, ISBN 3-453-87905-8.

## Andere Medien
Im Jahre 1992 veröffentlichte Legend Entertainment das Computerspiel Gateway. Der Spieler ist in dem Textadventure dabei ein Prospektor, der auf Gateway sein Glück sucht. Im Jahr 1993 folgte Gateway II: Homeworld, dessen Spielprinzip weitgehend identisch ist und zehn Jahre nach dem ersten Teil spielt.
Im März 2014 wurde bekannt, dass die Produktionshäuser De Laurentiis Company und eOne an einer Serienadaption des Stoffes arbeiten.